# Leopold VI.
Leopold VI.   (?, 1176. – San Germano, Italija, 28. srpnja, 1230.), bio je štajerski vojvoda od 1194. a od 1198. do svoje smrti 1230. i austrijski vojvoda.

## Životopis
Rođen je kao sin austrijskoga vojvode Leopolda V. iz dinastije Babenberg. 
Nakon očeve smrti 1195. zajedno s bratom Fridrikom I. nastavio je vladati babenbergovskim domenama kao štajerski vojvoda, a nakon što mu je umro brat 1198. postao je i austrijski vojvoda.
Među najveće uspjehe njegove vladavine ubraja se osnovanje grada Lilienfelda 1202., i to što su brojni gradovi prošireni i utvrđeni kao Neuer Markt (danas najstariji dio Beča), a neka sela dobila su status grada kao Enns - 1212. i Beč - 1221. Pomagao je prosjačkim redovima da osnivaju samostane, ali nije uspio u svojoj namjeri da utemelji pokrajinsku dijacezu što je s druge strane uspjelo salzburgškim biskupima koji su osnovali dvije; Seckau i Lavant.
Na svom dvoru ugošćavao je brojne putujuće pjesnike, njemu su pjevali; Walther von der Vogelweide, Neidhart von Reuental, Ulrich von Liechtenstein, Reinmar von Zweter, a pretpostavlja se da su na njemu ispjevani i prvi stihovi epova Nibelungenlied i Kudrun.
Od 1212. sudjelovao je u križarskom ratu protiv Albigenza u južnoj Francuskoj, a nakon toga od 1217. do 1219. i u Petom križarskom ratu borivši se po Egiptu.
Održavao je kontakte s carevima, svoju kćer Margaretu udao je za sina cara Svetoga Rimskog Carstva Fridrika II., a nastojao je djelovati i kao posrednik kad se Fridrik II. sukobio s papom.
Svojom ženidbom s Teodorom Angelos obnovio je kontakte s Bizantom. 
Za svoje vladavine uspio je prošiti svoje vojvodstvo osvajanjem po Gornjoj Austriji i Sloveniji.
Nakon smrti naslijedio ga je sin Friedrich II.
Pokopan je u cistercitskoj opatiji Lilienfeld.